# 盗葉緑体現象

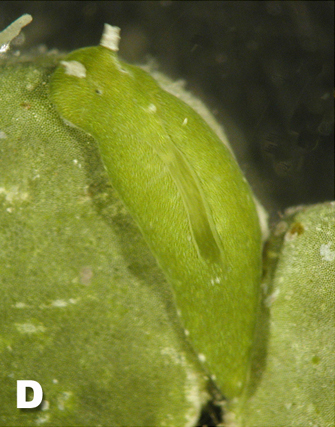
サボテングサ属から葉緑体を取り込むウチワミドリガイ

盗葉緑体現象（Kleptoplasty）は、軟体動物の嚢舌目や繊毛虫・有孔虫・渦鞭毛藻で見られる、餌の特殊な利用法である。餌藻類の葉緑体を細胞内に取り込み一時的に保持することを盗葉緑体といい、盗葉緑体が起こる現象を盗葉緑体現象を言う 。取り込まれた葉緑体が光合成能力を保持しており、取り込んだ個体がその光合成から栄養を得ている場合は機能的盗葉緑体現象（functional kleptoplasty）と呼ばれる。クロララクニオン藻などでの葉緑体の二次的獲得（二次共生）と異なり、葉緑体をもともと持っていた個体の核は細胞内に取り込まれない。共生体と宿主の細胞周期が一致し常に宿主細胞内に共生体が共生した状態になる二次共生への中間的な段階であると考えられている。

## 渦鞭毛藻
取り込んだ葉緑体の安定性は種によって異なる。ギムノディニウム Gymnodinium・フィエステリア Pfiesteriaでは数日しか保持されないが、ディノフィシス Dinophysisでは2か月の間安定である。
従属栄養性の渦鞭毛藻が盗葉緑体を行うことで、恒久的な葉緑体の獲得に繋がったとも考えられる。

## 繊毛虫
ミリオネクタ・ルブラ Myrionecta rubraがクリプト藻のゲミニゲラ・クリオフィラ Geminigera cryophilaから盗葉緑体を行う。

## 有孔虫
ブリミナBulimina・エルフィディウムElphidium・Haynesina・Nonion・Nonionella・Nonionellina・Reophax・Stainforthiaなどが珪藻から盗葉緑体を行う。

## 嚢舌類

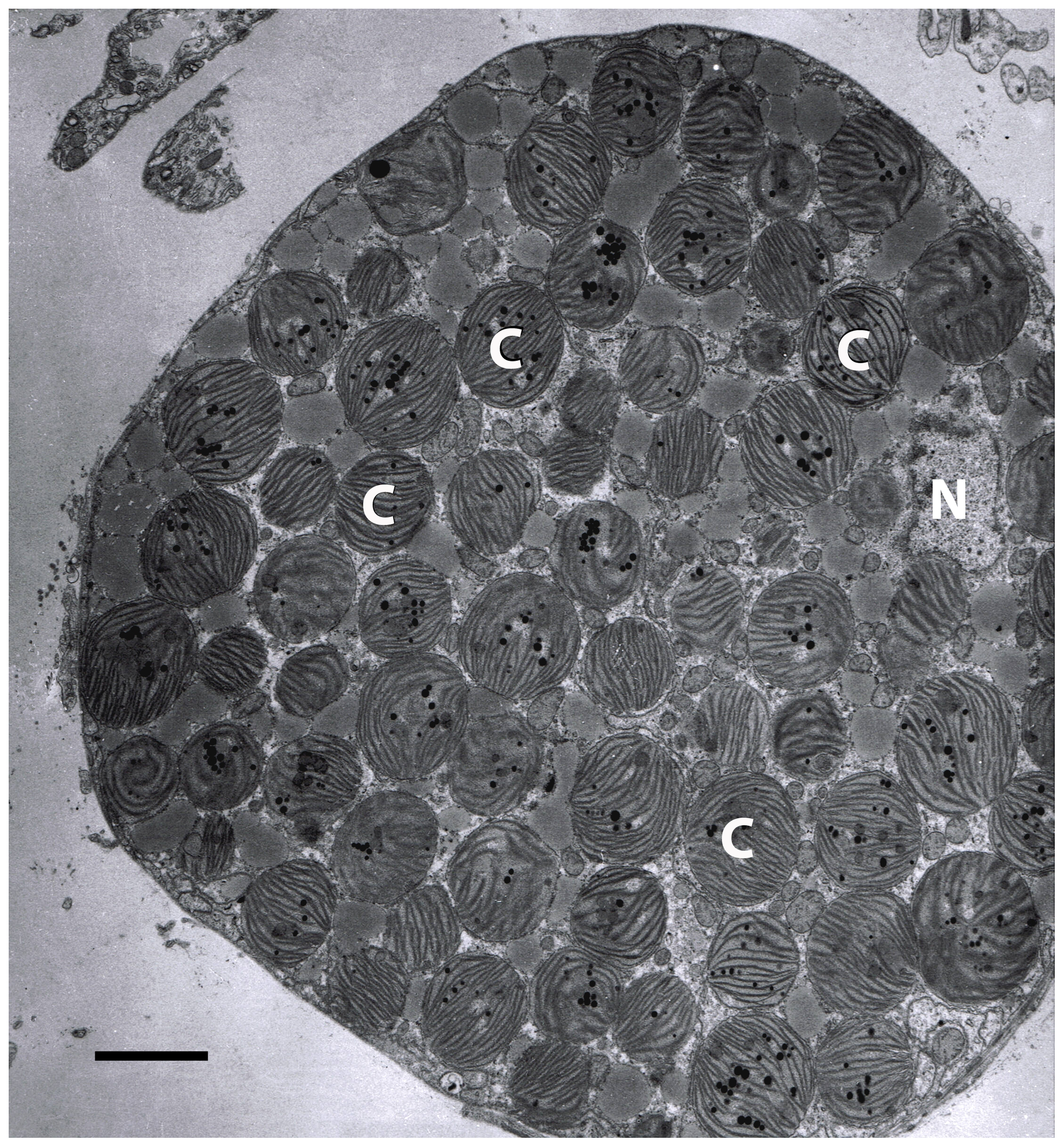
ゴクラクミドリガイ属Elysia clarki消化管細胞に詰め込まれた葉緑体の電子顕微鏡写真。スケールバーは3µm。
C = 葉緑体,
N = 細胞核.

ウミウシの一群である嚢舌類は盗葉緑体を行う唯一の動物である。保持期間はElysia chloroticaが最長で、黄緑藻綱のフシナシミドロの1種（Vaucheria litorea）の葉緑体を10ヶ月間保持した記録がある 。
これらのウミウシは藻類の細胞内容物を吸い出し、葉緑体以外は消化する。分岐して長く伸びた消化管憩室の中で、葉緑体は食作用によって消化管細胞に取り込まれる。そして光合成によるエネルギーの生産を行う。

## 参照
- 盗核（英語版）
- 盗たんぱく質（英語版）
- 盗刺胞（英語版）
- 細胞内共生説(ミトコンドリア)
- 遺伝子の水平伝播
- 葉緑体
- 内生生物